# Ann Cook
Ann Cook (St. Francisville (Louisiana), 10 mei 1903 – New Orleans, 29 september 1962) was een Amerikaanse blues- en gospelzangeres. Ze werkte in het bordeel van Willie Piazza tijdens de latere jaren van Storyville's bestaan en na het einde van de Eerste Wereldoorlog en de ontmanteling van Storyville, verhuisde Cook naar Rampart Street. Gedurende deze tijd werkte ze aan twee van haar overgebleven opnames Mama Cookie Blues en He's the Sweetest Black Man in Town, die oorspronkelijk werden gepubliceerd door Victor Records in 1927. Destijds werd haar stem als zo geliefd beschouwd. dat het het verkeer op Rampart Street zou kunnen stoppen

## Biografie
Ann Cook, die de bijnaam Bad Ann had en soms ook werkte al prostituee, trad aan het begin van haar carrière op in de Storyville-buurt van New Orleans, o.a. in duet met de pianiste/zangeres Mamie Desdunes. Cook nam begin juli 1927 de nummers Mama Cookie en He's the Sweetest Black Man in Town op in New Orleans voor Victor Records, begeleid door Louis Dumaine's Jazzola Eight. Verdere populaire nummers waren Wee Bea Booze en Barrel House Blues. In latere jaren zong ze gospels in het kerkkoor en nam ze nog in 1949 het gospelnummer The Lord Will Make a Way op, begeleid door Wooden Joe Nicholas en zijn band.
Aan het eind van de jaren 1940 en 1950 verliet Cook de blues en begon ze gospelmuziek op te nemen. Ze werkte samen met Wooden Joe Nicholas en zijn band aan de single The Lord Will Make a Way, uitgebracht in 1949. Blueshistoricus Bill Russell had geprobeerd om Cook gedurende deze tijd meer bluesmuziek op te laten nemen vanwege een heropleving van de blues uit New Orleans. Ze weigerde terug te keren naar de bluesmuziek en ging door met gospelmuziek tot haar dood in 1962.

## Overlijden
Ann Cook overleed in september 1962 op 59-jarige leeftijd. Ze werd bijgezet op het Ellen Cemetery in Chalmette, St. Bernard Parish. 

## Discografie
- Sizzling the Blues
- New Orleans Blues 1923–1940
- Jazzin' the Blues Vol. 5 (1930–1953)

- Bibliothèque nationale de France: cb16777492x (data)
- International Standard Name Identifier: 0000 0000 3896 6370
- Library of Congress Control Number: no00093355
- MusicBrainz: 3246f2f1-e6b3-41fa-a177-1d80816be6f4
- Istituto Centrale per il Catalogo Unico: UBOV767671
- Virtual International Authority File: 58631627
- WorldCat: E39PBJvmMghdH98wpbjjkPPYT3